# Wititi
El wititi es una danza Arequipeña. Es realizada o bailada  por personajes llamados «wititis». Se ha generalizado en el área geográfica del Valle del Colca.
El 14 de julio de 2009 fue declarada Patrimonio Cultural de la Nación por el Instituto Nacional de Cultura del Perú. El 2 de diciembre de 2015 fue declarada Patrimonio Cultural Inmaterial de la Humanidad por la Unesco.

## Orígenes
En Tapay, localidad donde se desarrolló la cultura Ccaccatapay, nace como "Witiiti", acepción muy local, sinónimo de danza romántica del "ccatatanakuy" preludio amoroso hacia el emparejamiento y el amor.
En sus inicios se ejecutaba en verano, en plena producción de los frutales de Tapay al final de los "tinkachus". Esta danza de Wititis fue evolucionando y adaptándose en su expansión en los pueblos de altura en el Colca. Los quechuas asentados en las riberas del río Colca denominan "witir" al acto sexual, esta frase nada tiene que ver con la danza guerrera ni la terminología wititi. Los pueblos dominados e influenciados solo en las partes altas por la invasión temporaria de los Aymaras en el Colca asumieron en el habla del pueblo las terminologías por ser sojuzgados por los altiplánicos, muy posterior a la ya practicada danza del "Witiwiti" por la cultura "Ccaccaatapay" desde los años 1500 a.C., recrearon esta historia romántica y guerrera para favorecer la aceptación del pueblo a la alianza política entre Mayta Cápac y el gobernante de los collawas, unión que se concretó con el matrimonio del soberano inca y la princesa Mama Yacchi.
Otras teorías apuntan a motivos de sobrevivencia, por ejemplo cuando había guerra en el país, los campesinos de antaño al ver que venían a matarlos, optaron por vestirse con ropa de mujer para salvar sus vidas.

## Descripción
La danza es practicada por los naturales del valle del Colca (provincia de Caylloma) y representa, en el contexto de la conquista incaica de los territorios collas, el robo de las mujeres colla pretendidas por parte de los guerreros incaicos pretendientes disfrazados con polleras para no ser reconocidos.
Por su connotación bélica, esta expresión cultural sobrevivió a varios intentos de prohibición por parte de autoridades coloniales y republicanas. Si bien su origen es aimara, la wiphala y los wititis  fueron adoptados en el Colca para representar el histórico encuentro del estado incaico con los pueblos colla y cabana, después de una breve resistencia armada.  
En la tradición, la palabra wititi se suele interpretar como 'guerrero resplandeciente que vence a la oscuridad', y se atribuye su origina en la leyenda colla que narra la guerra de los hijos del Sol y los demonios a causa del romance con una doncella que habitaba una isla del lago Titicaca.
Los amautas cuzqueños adaptan esta historia rómantica y guerrera para favorecer la aceptación del pueblo a la alianza política entre Mayta Cápac y el gobernante collawa de Coporaque, unión que se concretó con el matrimonio del soberano inca y la princesa Mama Yacchi.  
Tradicionalmente el wititi se baila en algunas festividades religiosas y carnavales. Los danzantes se agrupan en las parcialidades de Hurinsaya  y Hanansaya; y compiten por dominar la plaza del pueblo mediante la ejecución de complejas coreografías que duran varias horas y en los consecutivos días que abarque la festividad popular.
La danza se practica en el modo grupal: los hombres representan a los soldados incas y las mujeres a la corte de la princesa collawa. Cuando el aspecto guerrero prevalece, los hombres forman grupos simulando ejércitos en combate. 
Cada pueblo donde se represente la wiphala asume su propia particularidad de la danza y los más destacados son Yanque, Chivay, Cabanaconde y Tapay.
La connotación romántica de la wifala se expresa en la demostración de fuerza y vitalidad que hacen los hombres para llamar la atención de las doncellas. Así como en el modo grupal se recrean batallas, en el modo de pareja se recrea el cortejo del inca a la princesa collawa.
A través de los tiempos los witites  han saludado la partida y llegada de ejércitos, ya sea participando en la rebelión de Túpac Amaru,  e incluso cuando los collawas y cabanas  lucharon en el bando realista, pues en el Colca, la independencia del Perú solo fue reconocida una década después de 1821.

### Las parcialidades
Las parcialidades son las divisiones que aún persisten de la cultura inca, y son:
- Ccapa. El  barrio  principal, ccapa, ccapac  viene de poder, poderoso, afortunado, adinerado, y  justamente es en este barrio  o parcialidad donde están ubicados los baños termales La Calera, conocida por sus propiedades curativas y medicinales.
- Urinsaya. Es la parte  baja, tiene regular campiña de  cultivo, es  conocida porque su juventud es aguerrida en los contrapuntos carnavalescos.
- Hanansaya. Es el barrio de la parte alta, tiene una gran extensión de campiña agrícola, colinda con el distrito de Yanque.

## Indumentaria
En cuanto a la vestimenta, los hombres llevan una indumentaria militar que consiste en un casco de protección, camisa militar o polaca, llicllas entrecruzadas en el pecho, y una pollera femenina. Es conveniente aclarar que las autoridades coloniales prohibieron el uso de la vestimenta militar inca, por esta razón la pollera reemplaza al unko, prenda parecida a la falda que usaban los guerreros de entonces.  
Las mujeres llevan su vestimenta tradicional, diferenciándose collawas de cabanas por el tipo de sombrero: las primeras usan sombrero blanco de paja que hace alegoría al nevado Collawata;  mientras que las cabanas  llevan uno de paño, que tiene grabado la estrella de ocho puntas, símbolo de la cultura Wari.
Todo wititi varón lleva consigo la huaraca, arma que sirve para lanzar frutas como si fuesen proyectiles, también suelen llevar cantimploras. Los capitanes  o las capitanas se distinguen  por llevar la Wifala (bandera o estandarte de guerra).

## Baile

Tradicionalmente los wititis auténticos reflejados todavía en los "Machuwititis" en Tapay asumen como una danza eminentemente carnavalesca, romántica y jocosa. Evolucionando tardíamente con estilos diversos y al expandirse a las partes altas del valle asumen bailándose al estilo guerrero reflejando su idiosincrasia y de dominio aimara, en algunas festividades religiosas y en carnavales.
Los danzantes se agrupan en el centro de la plaza alrededor de los músicos, dando rienda suelta a la alegría que provoca la estación de máxima producción de la "Pachamama" en el mes de febrero, rememorando el acto del "Tinkachuy", la coquetería y exhibicionismo de la textilería tanto de las mujeres como de los hombres es muy colorido desde los inicios, fiel reflejo de la biodiversidad de colorido natural del lugar de origen, muy diferenciados con los demás pueblos de altura que lo hacen en las parcialidades de hurin-saya y hanan-saya como en Chivay y otros al estilo guerrero y desafíos de fuerza, en estos compiten por dominar la plaza del pueblo mediante la ejecución de complejas coreografías de varias horas, y en los consecutivos días que dure la festividad popular.
La danza se practica en el modo grupal: los hombres representan a los soldados incas y las mujeres a la corte de la princesa collawa. Cuando el aspecto guerrero sobresale, los hombres forman grupos simulando ejércitos en combate.
La danza se forma mediante 2 columnas de mujeres y 1 columna de hombres en el centro.

## Vestimenta

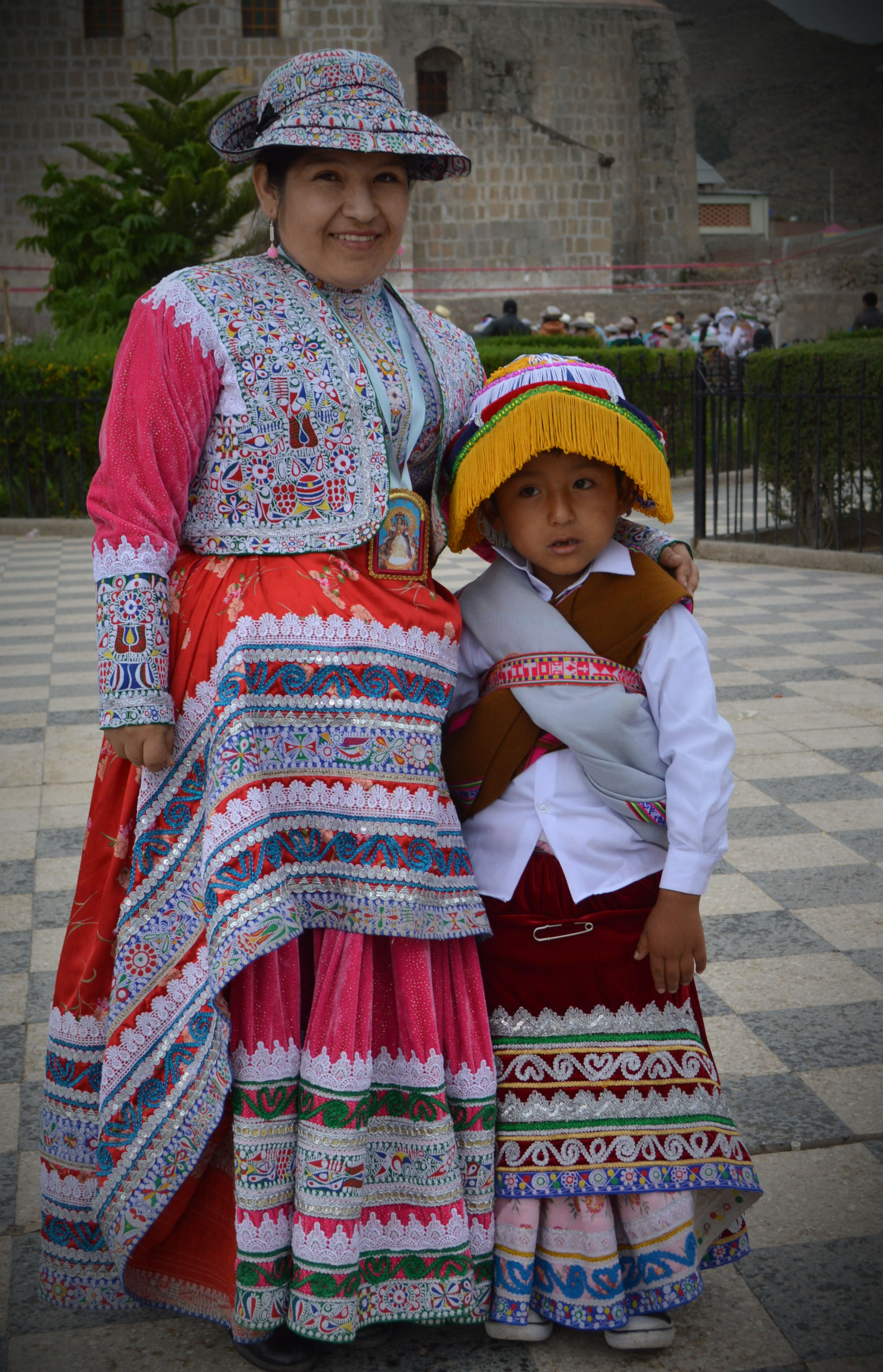
Traje típico de danzantes del Wititi.

En cuanto a la vestimenta, los hombres llevan una indumentaria  que consiste en una montera (casco de protección), camisa  o polaca, llicllas entrecruzadas en el pecho, y una pollera femenina. Es bueno aclarar que las autoridades coloniales prohibieron el uso de la vestimenta  inca, por esta razón la pollera reemplaza al unko, prenda parecida a la falda que usaban los guerreros de entonces.

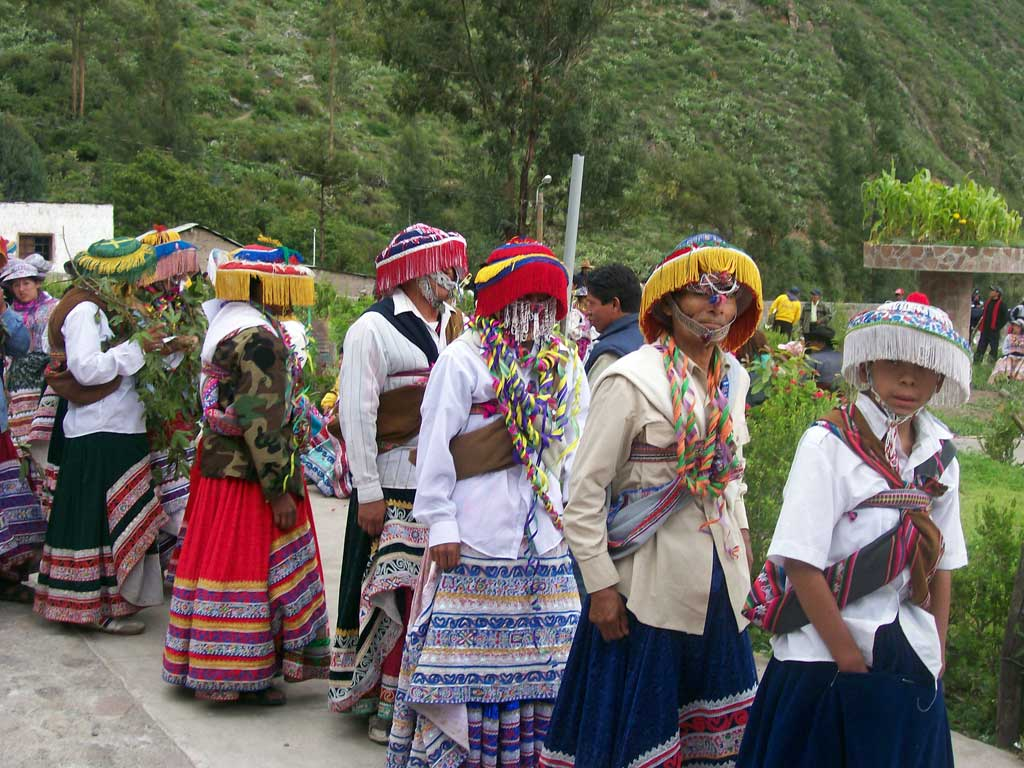
Hombres vestidos de wititis.

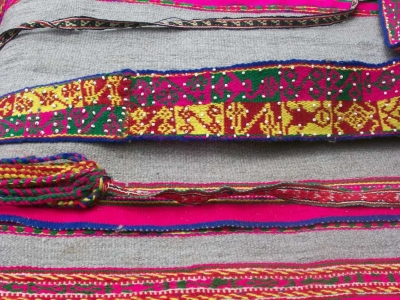
Detalle de las Liccllas y el Chumpe.

Todo wititi varón lleva como seguro de las dos liccllas o mantas de carga de las frutas el Chumpi, y opcionalmente la huaraca, arma que sirve para lanzar frutas como si fuesen proyectiles cuando se producía retos por el amor de una dama en disputa en plena plaza. Los capitanes o las capitanas se distinguen por llevar Wifala ahora. Siendo siempre las diferencias en el vestir entre la danza primigenia y las asumidas tardíamente bajo la influencia de la dominación aimara de las partes altas, el carácter romántico de los primeros y la guerrera de los segundos. También se visten de chicas para acercarse a ellas.
- La montera (casco protector): Hecho interiormente de Paja de Puna, planta muy resistente que prensado podía resistir el impacto de las frutas, los cuales eran los proyectiles lanzados por el contrincante con la honda. Era adornado con flecos muy coloridos y sujetadores llamados "Angoñas" tejidos de finos hilos de vicuña o alpaca, en cuyas puntas colocaban chucherías de oro y plata ostentación de creatividad y opulencia de los varones pretendientes.

- Llicllas (mantas de carga): Entrecruzados del hombro a la cintura de ambos lados, eran tejidos de finos hilos de vicuña o alpaca, muy coloridos, hilos teñidos con minerales y tintes naturales de plantas, con figuras geométricas y antropomórficas que retrataban el alma del lugareño de acuerdo a su ambiente natural. Servían para llevar en ambos lados por si faltara en uno las frutas que eran los proyectiles pero también las más aromáticas frutas para compartir con todos los actores de la danza o la fiesta. Eran tejidos por las bellas damitas como exhibición de la habilidad creativa y motora de las hermanas o novias o solteras.

- Honda (Huaraca): Arma con el cual se lanzaban las frutas de preferencia a la cabeza del oponente, llevaban entrecruzados por si acaso hubiera un reto en plena danza.

- Chumpe (faja): Especie de faja alrededor de a cintura que servía para asegurar las dos mantas o "Llicllas" era tejidos de finos hilos de vicuña de preferencia multicolores adornados con finas piedras preciosas.

- Polaka: Es una aplicación más tardía a consecuencia del servicio militar que realizan los jóvenes y del cual regresaban con el uniforme puesto y con la polaka que para reforzar ante el impacto de las frutas en la espalda se las pusieron.

- Polleras (falda larga gruesa): Dos polleras similares de diferente color siempre con su tijma especie de depósito para los dulces, eran como protección de los miembros inferiores del cuerpo del danzante en caso de que la puntería del lanzador de las frutas no fuera lo mejor.De preferencia eran prestados por la hermana, la novia o la amiga, todo en forma de broma y carnavalescamente.

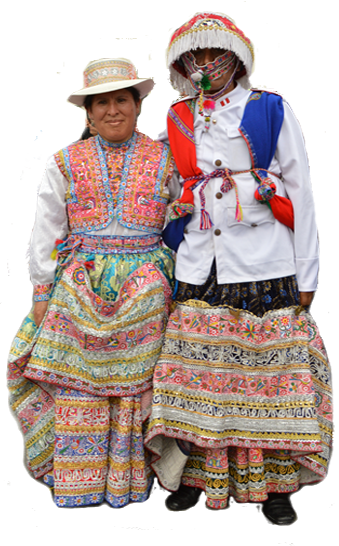
Traje típico pareja "Wititi", cultura Kollawa.

Las mujeres llevan su vestimenta tradicional, diferenciándose collawas de Cabanas por el tipo de sombrero: las primeras usan sombrero blanco de paja que hace alegoría al nevado Collawata y bordados con tendencia a hilos de auquénidos coloridos; mientras que las Tapayeñas llevan un sombrero de paño con finos hilos incrustados con rosarios e hilos de imitaciones de oro y plata.
- Sombrero: actualmente de color negro bordado con hilos multicolores con figuras propios de la naturaleza y vivencias del lugar.

- Saco:                                                      bordado muy coloridamente de finos hilos, en la cintura y los puños como en la parte delantera de telas algo gruesas para el frío en las noches.

- Corpiño (chaqueta): también bordados de finos hilos coloridamente.

- Blusa de manga larga: bordados de finos hilos multicolores solo en el pecho y los puños.

- Huatos(cinta): especie de cintas finas, que permitían sujetar las trenzas como las polleras tejidos a mano con figuras diferentes.

- Polleras (falda larga): eran en los inicios hechos de telas de lana de auquénidos, los más finos posibles y adornados con bordados multicolores,ahora también en el valle son más ligeros las telas por el mismo clima, pero muy coloridos las figuras casi hasta la mitad en dos o tres unidades por cada dama, con una "TIJMA" en la parte delantera especie de cartera para llevar los dulces para compartir en esos tiempos no había cartera de mujer.Las polleras como toda la vestimenta es más fino en este valle por el mismo clima cálido, mientras que en las partes altas del río colca la vestimenta es a base de hilos y bayetas más gruesos para amenguar el frío intenso en invierno.